# Evolutionary Power Reactor 2
L'Evolutionary Power Reactor 2 (EPR2), aussi initialement appelé EPR-NM (« Nouveau Modèle »), est un projet de réacteur nucléaire à eau pressurisée (REP) de génération III+. Ce modèle est une évolution du réacteur EPR, Evolutionary Power Reactor, construit dans les centrales nucléaires de Flamanville (France), de Taïshan (Chine), d'Olkiluoto (Finlande) et d'Hinkley Point C (Angleterre).
Fin 2021, un programme de six réacteurs EPR2 répartis en trois paires est lancé en France. Les pré-travaux de la première paire sur le site de la centrale de Penly en Normandie débutent mi-2024. La deuxième paire est prévue à la centrale de Gravelines, et la troisième à celle du Bugey. Parallèlement, une étude pour la réalisation de huit réacteurs EPR2 supplémentaires en France (répartis en quatre paires) est également engagée.

## Objectif
Ce modèle de réacteur, évolution de l'EPR, est conçu par EDF et Framatome, à travers leur filiale Edvance créée en 2017. L'objectif par rapport à l'EPR est d’améliorer la réalisation industrielle et d'abaisser les coûts de fabrication, grâce à des modifications de conception, tout en maintenant le niveau de sûreté de l'EPR en ce qui concerne le fonctionnement, la protection du personnel, la limitation de production de déchets radioactifs, la gestion de perte de confinement (récupérateur de corium) et la résistance aux agressions internes (explosion, rupture de tuyau, etc.) ou externes (causes naturelles ou humaines),,.
Il a aussi pour objectif, d'améliorer la souveraineté énergétique et la décarbonation de l'économie française,,,.

## Histoire du projet

### Difficultés de l'EPR: le Rapport Folz
Les difficultés rencontrées lors de l'élaboration de l'EPR de Flamanville 3 ont poussé le PDG d'EDF Jean-Bernard Levy à commander en juillet 2019 auprès de Jean-Martin Folz, alors ex-PDG de PSA, un audit en expliquant les raisons. Ce rapport, connu sous le nom du « Rapport Folz », est livré en octobre 2019. Il fait état de neuf causes principales :
- une « estimation initiale irréaliste » des coûts et des délais. Lors de sa conception, le coût de construction d'un réacteur EPR était estimé à 3,3 milliards € de 2001. Ce prix est une extrapolation faite à partir des coûts de construction d'un réacteur du palier N4, correspondant aux derniers réacteurs nucléaires construit en France. En 2022, EDF estime le coût final à 13,2 milliards € de 2015 sans les intérêts intercalaires[10]. Avec les intérêts intercalaires, la Cour des comptes estime le coût total en 2020 à 19,1 milliards €[11]. Le délai de construction initial de l'EPR était estimé à 54 mois au début du projet, soit près de trois fois moins que le réacteur tête de série[a] du palier N4 (142 mois pour Chooz B1), et deux fois moins que le dernier réacteur du palier N4 (98 mois pour Civaux 2)[9]. En conclusion, d'après le rapport, « EDF a donc grossièrement sous-estimé [...] la différence de taille et surtout de complexité entre le palier N4 et l’EPR » ;
- un « projet exceptionnel par sa taille et sa complexité ». Les ambitions consacrées à l'EPR étaient d'une envergure nouvelle : division par dix de la probabilité d’un accident majeur, rétention du corium dans l’enceinte de confinement en cas de fusion du cœur, résistance au crash d'un avion, durée de vie de 60 ans... Les mettre en œuvre a impliqué la réalisation de structures inédites, dont la complexité a été sous-évaluée : double enceinte de confinement en béton armé, récupérateur de corium, quatre trains de sauvegarde (au lieu de deux), double salle de commande... entraînant aussi une augmentation significative de la quantité de matière première[9] ;
- une « gouvernance de projet inappropriée ». EDF a confondu en un pôle deux rôles majeurs dans la gestion d’un projet de grande envergure : le maître d’ouvrage (le commanditaire d'un projet, veillant à sa bonne exécution) et le maître d'œuvre (assurant la conduite opérationnelle des travaux)[9]. De plus, de 2006 à 2015, la direction d'EDF ne dispose pas de chef de projet attitré au développement de l'EPR, et les chefs de projet nommés se voient assigner d'autres responsabilités parallèles. Ce n'est qu'en 2015 qu'un véritable directeur de projet à temps plein est désigné[9] ;
- des « équipes de projets à la peine ». Le rapport fait ici état de plusieurs dysfonctionnements systémiques : « [...] pas de recours aux méthodes de l’ingénierie système, une maquette numérique ne permettant pas une appréciation complète de la constructibilité des montages électro-mécaniques, pas de planning partagé avec les entreprises contractantes et encore moins d’« entreprise étendue », pas de gestion prévisionnelle des coûts à terminaison [...] »[9].
- une « organisation complexe des ressources d’ingénierie ». Les compétences d'ingénierie sont réparties entre plusieurs entreprises et sur plusieurs pays : la chaudière nucléaire est développée par ArevaNP, et le reste de l'îlot nucléaire par SOFINEL (co-entreprise d'EDF et ArevaNP localisée en France et en Allemagne). L'îlot conventionnel (comprenant le groupe turbo-alternateur) est développé par EDF. Ce découpage complexe induit des interfaces nombreuses, des efforts coûteux de coordination et des incohérences entre les différentes réalisations[9] ;
- des « études insuffisamment avancées au lancement ». Bien que le basic design (conception de base ou conception générale) soit terminé au lancement du projet en 2006, la conception détaillée indispensable pour la mise en œuvre sur le terrain, n'est qu'à peine entamée. La durée de travail est également sous-estimée à cinq millions d'heures, alors que les rapports chiffrés de 2019 indiqueront que les vingt millions d'heures de travail ont été dépassées. Celles-ci comprennent entre autres plus de 4 500 modifications en cours de chantier, et la définition de pas moins de huit configurations globales possibles du réacteur, ce qui consomme des heures d'études, déroute les sous-traitants et entraîne de nombreuses reprises de montages déjà réalisés[9] ;
- un « contexte règlementaire en évolution continue ». L’accident de Fukushima en 2011 conduit à un examen de la situation de toutes les centrales nucléaires françaises. Les transformations à effectuer sur le site de Flamanville 3 sont néanmoins mineures, de même que celles induites par la réglementation sur les Installations Nucléaires de Base publiée en 2007 par l'ASN. La règlementation des Équipements Sous Pression Nucléaire (ESPN) en revanche, a été modifiée à de nombreuses reprises entre 2005 et 2018, date de sa codification finale. Ces instabilités réglementaires entraînent tant des difficultés industrielles que des difficultés de certification de conformité par les autorités, dont l'exemple le plus marquant reste les anomalies du couvercle de la cuve du réacteur de Flamanville 3[9] ;
- des « relations insatisfaisantes avec les entreprises ». Le nombre de contrats entre les intervenants et EDF a été volontairement réduit, menant les entreprises à sous-traiter elles-mêmes des tâches parfois complexes, et hors des compétences de leur sous-traitant. De plus, les modifications régulières du cahier des charges qui interviennent sont sources de réclamations et de nombreuses tensions avec les sous-traitant. À cela s'ajoute l'entente difficile entre EDF et ArevaNP jusqu'en 2015, date du début de rachat d'ArevaNP par EDF[9],[12] ;
- une « perte de compétences généralisée ». Les constructions du premier et du dernier réacteur du palier N4 sont lancées respectivement en 1984 et 1991, soit 24 et 16 ans avant l'EPR de Flamanville. Entre-temps, aucune construction de réacteur nucléaire n'est opérée en Europe, jusqu'à l'EPR d'Olkiluoto 3 en 2005. On assiste durant cette période à une perte de savoir-faire, tant dans la gestion d'EDF des projets d'envergures, que dans la conception de réacteur (avec des bureaux d'études produisant des spécifications industriellement irréalisables, ou excessives, dites over-engineering) ; ou encore dans la production industrielle des composants (sous-utilisation de la filière nucléaire, augmentation de la règlementation, désindustrialisation...)[9], illustrée par la problématique des nombreux défauts de soudure de Flamanville 3[9],[13].

Le concept d'EPR n'est pas remis en cause, comme en témoignent la mise en service et le fonctionnement nominal des deux EPR de Taishan en Chine, Taishan 2 devenant le réacteur le plus productif au monde à l'année, ayant fourni 12,884 TWh en 2023,. Cela n'exclut pas entre-temps la réalisation d'améliorations, mais sans modification majeure, afin de ne pas perdre le bénéfice de l'effet tête-de-série de Flamanville 3, et l'expérience des EPR déjà construits.
Après la remise du Rapport Folz en octobre 2019, le ministre de l'Économie Bruno Le Maire commande auprès d'EDF la mise en place d'un plan d'action. Ce dernier est livré en décembre 2019, sous le nom de « Plan Excell ».

### Application des leçons de l'EPR
Ainsi publiés, les points soulevés dans le Rapport Folz ont mis en lumière la nécessité de repenser le projet EPR à tous les niveaux : gouvernance, conception et réalisation.

#### Gouvernance
L’État français souhaite un rapprochement d'EDF et d'Areva NP, engagé en juillet 2015 et finalisé en juillet 2018 par le rachat par EDF d'ArevaNP (redevenant alors Framatome),.
Parallèlement, l'abandon du nucléaire civil allemand est voté en 2001 par la coalition SPD/Les Verts du gouvernement Gerhard Schröder, et accéléré en 2011 à la suite de l'accident de Fukushima par la Chancelière allemande Angela Merkel. En 2011, Areva rachète les parts que Siemens détenait dans la société ArevaNP pour 1,62 milliard €.
Ces restructurations font de l'EPR, et a fortiori de l'EPR2, des projets à gouvernance exclusivement française (EDF, Framatome, Orano). Les différentes activités (ingénierie, sous-traitance, etc.) restent cependant internationalisées, principalement en Europe.

#### Conception et réalisation
EDF et Framatome (ex ArevaNP) fondent en mai 2017 la société d'ingénierie Edvance, une EPCC chargée de la conception et de la réalisation de l'entièreté de l’îlot nucléaire (chaudière nucléaire incluse) et du contrôle-commande. Les objectifs visés par cette co-entreprise, sont une meilleure coopération, une meilleure cohérence et une meilleure intégration des nombreuses équipes chargées de la réalisation des différents composants de l'îlot nucléaire.

##### Au sein d'EDF
Le Plan Excell est une réponse d'EDF, élaborée sous la supervision d'Alain Tranzer (délégué général à la qualité industrielle et aux compétences nucléaires) en collaboration avec le GIFEN, aux dysfonctionnements mis en évidence par le Rapport Folz,,. Il est construit autour de trois grands thèmes principaux :
- le renforcement de la qualité industrielle : mise en place de nouveaux contrats entre EDF et ses partenaires plus simples et plus équilibrés, nouvelles qualifications des fournisseurs et de leurs sous-traitants, meilleure qualification des procédés industriels, fonctionnement en « entreprise étendue »[16], etc. De même, il est fait un large appui du numérique par l'utilisation de maquettes 4D (maquettes 3D couplées au planning de construction) permettant un suivi en temps réel des séquences de construction et des dates clés[23]. Le projet dispose depuis 2020, d'un « jumeau numérique 4D »[24],[25] ;
- le renforcement des compétences techniques  : recrutement de 21 000 cadres, employés et ouvriers en trois ans, stimulation de la formation à travers des partenariats avec des TPE/PME et des écoles, ainsi que la création d'une « Université des métiers du nucléaire » à Paris[26]. Un plan spécifique est dédié au recrutement, à la formation et à la valorisation de soudeurs qualifiés[16] ;
- le renforcement de la gouvernance de grands projets : établissement d'un chef de projet dédié, organisation de la hiérarchie au sein des projets, simulation d'un « client interne »  ayant pour rôle de valider les différents choix du projet[16].

Afin d'atteindre ces objectifs, le Plan Excell détaille 30 engagements pris par EDF au printemps 2020, à réaliser en trois étapes-paliers. La première est atteinte à l'automne 2021, la deuxième en novembre 2021 et la troisième en 2023, les 30 engagements étant alors atteints.

##### Au sein de Framatome
À Framatome, une profonde transformation organisationnelle et des méthodes de travail au travers de stratégies de standardisation sont également engagées à travers les « plan Roméo » et « plan Juliette »,. Le plan Roméo vise à anticiper les différents besoins des futurs projets (notamment en qui concerne la chaudière nucléaire) afin de développer un design standard modulaire, suivant une approche descendante dite top-down. Le plan Juliette vise lui à définir un standard industriel d’organisation, de procédés et de gammes de fabrication chez Framatome, pouvant ensuite s’appliquer aux spécificités de chacun des futurs projets potentiels, suivant une approche ascendante dite bottom-up.
Bernard Fontana, président de Framatome, annonce en juillet 2020, dans le cadre de son programme « Juliette », destiné à assurer « la continuité de la charge opérationnelle » dans ses usines, son intention de lancer la production de certains gros composants des futurs EPR2 dès mi-2021, soit un an et demi avant la date butoir fixée par l'exécutif pour s'engager dans la commande de nouveaux réacteurs. Il estime avec cette organisation pouvoir réduire les coûts de production de 25 %.
Ces différentes améliorations sont mises en place progressivement ce qui profite à la finalisation des EPR en construction, ainsi qu'aux projets d'EPR ultérieurs à Flamanville 3, comme à Hinkley Point C et Sizewell C au Royaume-Uni,.

### Développement d'une version améliorée: l'EPR-NM «Nouveau Modèle» puis l'EPR2

#### «Licensing» d'un nouveau modèle de réacteur par l'ASN
Les difficultés de réalisation des EPR de Flamanville et Olkiluoto, les dysfonctionnements pointés par le Rapport Folz, mais aussi les nombreuses améliorations d'EDF et Framatome, entraînent le développement d'un EPR-NM, pour « Nouveau Modèle ». Celui-ci conserve les caractéristiques principales de l'EPR, mais contenues dans une version à la réalisation industrielle optimisée et moins coûteuse. EDF dépose en mars 2017 un dossier d’options de sûreté (DOS) à l'ASN pour un EPR-NM.
La puissance thermique nominale de cet EPR-NM est initialement légèrement supérieure à celle de l'EPR de Flamanville (4 850 MWth pour 1 750 MWe au lieu de 4 590 MWth pour 1 660 MWe). L’ASN considère cette augmentation de nature à réduire les marges de sûreté et n’y est donc pas favorable. Le projet d'EPR-NM est renommé « EPR2 » après quelques modifications supplémentaires, consistant essentiellement en un retour à la puissance de l'EPR initial, et l'utilisation des mêmes assemblages combustibles.
Ainsi, le 16 juillet 2019, après étude du dossier, consultation du public, consultation de l'IRSN et appui du Groupe permanent d’experts pour les réacteurs (GPR), l'ASN rend son avis : « L’ASN considère que les objectifs généraux de sûreté, le référentiel de sûreté et les principales options de conception sont globalement satisfaisants ».

#### Acquisition de GE Steam Power
Le 10 février 2022, le président de la République Emmanuel Macron annonce le rachat à General Electric par EDF de l'activité GE Steam Power, spécialisée dans les turbines nucléaires et dont les usines se trouvent à Belfort, pour la somme annoncée de 175 millions d'euros,,. Cette branche d'Alstom a été vendue en 2015 à General Electric avec l'aval d'Emmanuel Macron, alors ministre de l'Économie, de l'industrie et du numérique. Contestée à l'époque, cette transition a été perçue comme une perte de souveraineté nationale, ; en effet, cette activité inclut la fabrication et la maintenance des turbines nucléaires Arabelle équipant le parc nucléaire français et celle des turbines des sous-marins nucléaires français et du porte-avions Charles de Gaulle. Le rachat de 2022 permet de reprendre le contrôle sur tous les maillons de la chaîne nucléaire et de renforcer la filière française. Cette opération est accueillie de manière plus mitigée par EDF, qui n'a pas de logique industrielle dans cette acquisition, n'étant pas un fabricant de composant, et se voit tenu de se fournir en turbines auprès de cette nouvelle filiale et non chez un concurrent pour ses futurs EPR2.
Le 31 mai 2024, Emmanuel Macron entérine le rachat définitif de GE Steam Power (hors maintenance des réacteurs nucléaires américains) par EDF dans une nouvelle entité nommée Arabelle Solutions, pour un montant non dévoilé,. La vente annoncée en 2022 a été retardée par le gouvernent américain dans un contexte de sanctions économiques secondaires à l'invasion de l'Ukraine par la Russie, le groupe russe Rosatom étant un des clients de GE Steam Power.

#### Conception et développement
Emmanuel Macron annonce en novembre 2021 le lancement d'un nouveau programme nucléaire français avec la construction de six EPR2,. La supervision gouvernementale de ce nouveau programme est confiée à la Délégation interministérielle au nouveau nucléaire (Dinn), crée en novembre 2022 et présidée par Joël Barre. Elle est chargée de piloter la maîtrise d’ouvrage publique du programme de construction de nouveaux réacteurs EPR2 en France.
Parallèlement, EDF réorganise en juin 2022 sa Direction Ingénierie et Projets Nouveau Nucléaire (DIPNN) sous la houlette de Xavier Ursat,:
- Nicolas Machtou est nommé Directeur du Programme Nouveau Nucléaire. Son rôle est de simuler un « client interne à EDF » en assurant le contrôle de la bonne exécution industrielle et technique du programme EPR2 (rôle équivalent à un maître d’ouvrage interne à EDF) ;
- Gabriel Oblin est maintenu Directeur du Projet EPR2. Il supervise la maitrise d'œuvre des travaux d’ingénierie, de conception et de réalisation des EPR2, en partenariat avec les entreprises Edvance et Framatome.

S’inspirant des grands programmes d’armement et du spatial, EDF et la Dinn mettent en place en janvier 2023 une « revue de maturité générale » constituée d’une quinzaine d’experts extérieurs présidés par Hervé Guillou, et chargée d'évaluer la maturité de l'avancement du projet EPR2,. Leur premier rapport rendu en novembre 2023 conclu à une maturité insuffisante du design général (« basic design ») de l'îlot nucléaire de l'EPR2 pour passer aux études de design détaillé (« detailed design »). En conséquence EDF annonce en février 2024 le report de la finalisation du basic design de fin 2023 à mi-2024, afin d'éviter de reproduire l'erreur commise pour l'EPR de Flamanville : le chantier n'avait été lancé alors que le groupe ne disposait que de 25 % des études d'ingénierie.  89 recommandations d'améliorations sont formulées et acceptées par le PDG d'EDF Luc Rémont. Le deuxième rapport de juillet 2024 approuve l'engagement du detailed design des principaux bâtiments de l'EPR2, mais il demande également de sécuriser le lancement du nouveau programme nucléaire (aucune loi n'ayant encore été votée), et de définir le mode de financement du programme,.
Le même mois, Luc Rémont annonce maintenir l'estimation d'un délai de construction de la première paire d'EPR2 à Penly à 105 mois (soit environ 9 ans), mais cibler une diminution à terme à 70 mois (soit un peu moins de 6 ans) pour la troisième paire d'EPR2 au Bugey, diminution permise par le retour d'expérience et l'optimisation des chantiers,.

## Caractéristiques techniques
Les caractéristiques techniques de l'EPR2 sont similaires à celles de l'EPR, qui partage le même cœur de réacteur et la même instrumentation.
| Durée de fonctionnement de conception         | 60 ans                                               |
| Puissance thermique                           | 4590 MWth                                            |
| Puissance électrique brute                    | 1750 MWe                                             |
| Puissance électrique finale nette             | 1670 MWe                                             |
| Rendement                                     | 36,3 %                                               |
| Taux de disponibilité les 20 premières années | > 90 %                                               |
| Combustible                                   | 241 assemblages combustibles                         |
| Combustible                                   | Uranium faiblement enrichi à 5 %                     |
| Combustible                                   | Combustible MOX en proportion variable, jusqu'à 30 % |
| Gestion fusion du cœur (corium)               | Récupérateur externe, refroidissement actif          |
| Durée du cycle                                | 18 mois (renouvellement d'un tiers du combustible)   |

La puissance thermique est la puissance totale développée par la chaudière nucléaire. La puissance électrique brute correspond à la puissance électrique produite à la sortie du groupe turboalternateur. La puissance électrique brute moins la consommation de tous les équipements électriques de la centrale donne la puissance électrique nette disponible pour le réseau électrique.

## Amélioration par rapport à l'EPR

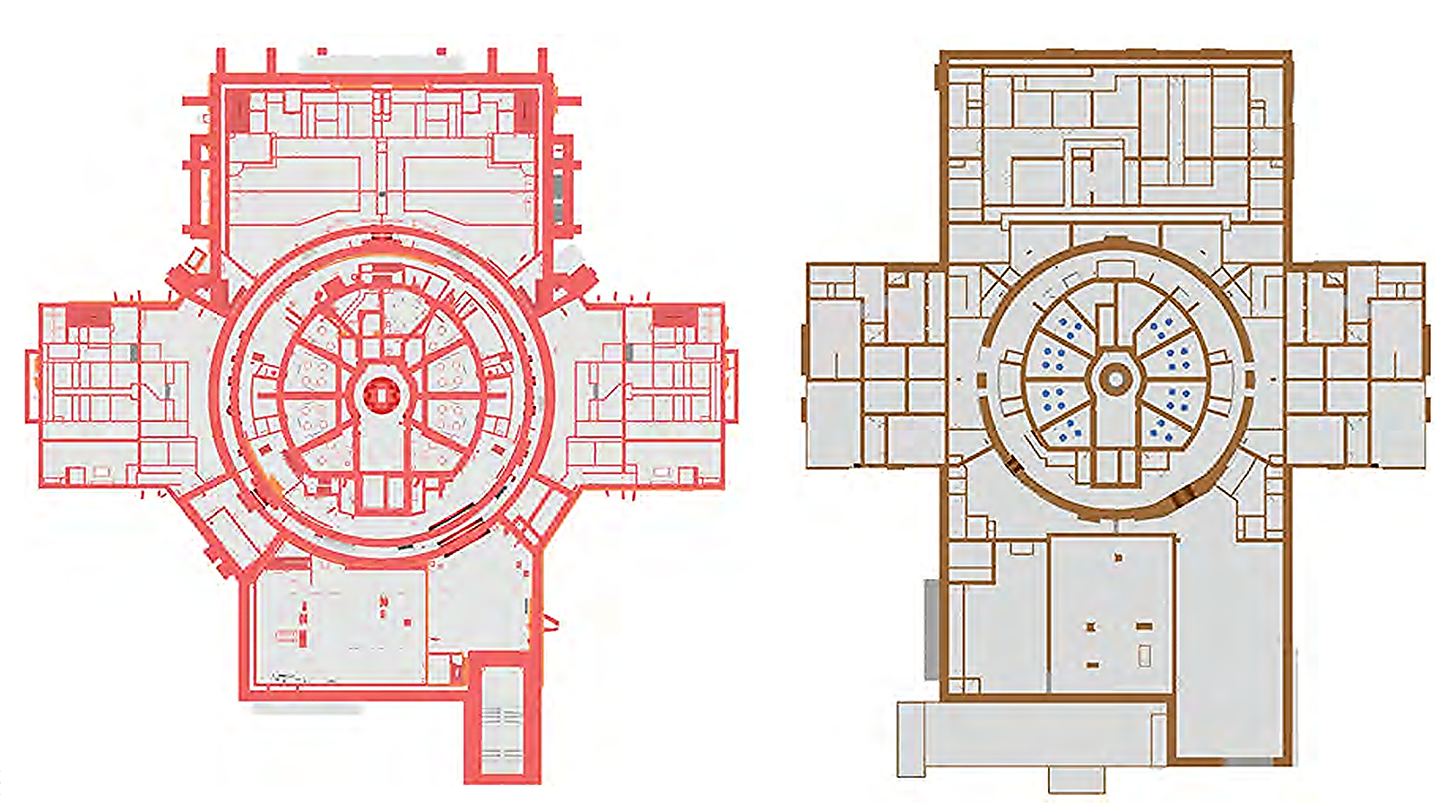
Comparaison des bâtiments réacteurs de l'EPR à gauche contre l'EPR2 à droite. On note l'enceinte de confinement unique dans l'EPR2 (contre double pour l'EPR), et des pièces plus grandes de forme plus simple dans l'EPR2.

L'accent est fortement porté sur une amélioration de la constructibilité, ainsi qu'une rationalisation et une réduction des catalogues de pièces (valves, pompes, câbles, tuyaux...).
À titre d'exemple, l'EPR recense 13 300 références de robinetterie, réduites à 571 pour l'EPR2 ; également, les EPR d'Hinkley Point C comportent 400 références de tuyaux, diminuées à 250 pour l'EPR2 ; ou encore 1 700 modèles de portes (pour la plupart uniques) dans l'EPR de Flamanville, chiffre abaissé à 100 pour l'EPR2,. Des efforts de standardisation sont également engagés, comme l'utilisation de références de tuyauterie déjà utilisées et qualifiées, notamment dans l'industrie pétrolière ou gazière.
Du point de vue du génie civil, diverses pièces sont agrandies afin de faciliter leur aménagement à la construction ainsi que leur exploitation : l'enceinte de confinement fait environ 70 mètres de hauteur pour 50 mètres de diamètre. Un recours accru est fait à la préfabrication de composants, voire de bâtiments complets de l'îlot conventionnel (partie non nucléaire du réacteur), comme le bâtiment des auxiliaires électriques conçu pour être assemblé en usine et transporté sur site. Le moindre compartimentage du bâtiment réacteur et la simple enceinte de confinement (au lieu d'une double enceinte comme sur l'EPR) permettent aussi une simplification du génie civil,.
La non-participation allemande au projet d'EPR2 permet le retrait d'exigences imposées par les électriciens allemands :
- Contrairement à ces derniers, EDF ne réalise pas de maintenance dans le bâtiment réacteur lorsque le réacteur est en puissance (en fonctionnement), mais uniquement lors de son arrêt. L'EPR autorisait l'entrée de personnel dans certaines parties du bâtiment réacteur lorsque celui-ci est en puissance (principe appelé « two room concept ») ; mais imposait la réalisation de cloisons complexes à l’intérieur du bâtiment réacteur. L'EPR2 abandonne le two room concept permettant la suppression de ces cloisons et une simplification du génie civil[56],[59];
- Bien qu'un unique train de sauvegarde permette d'assurer l’entièreté du refroidissement du réacteur en situation accidentelle, une redondance de trois trains de sauvegarde a été décidée afin de garantir la disponibilité d'au moins un d'entre eux en cas d'accident. Sur l'EPR, un quatrième train de sauvegarde est construit afin de permettre la maintenance sur l'un des quatre trains de sauvegarde lors du fonctionnement du réacteur, tout en maintenant un minimum de trois trains disponibles. L'absence de volonté de maintenance en fonctionnement sur un train de sûreté de l'EPR2 permet la suppression de ce quatrième train[56],[59].
- L'EPR2 abandonne la soupape de sûreté du pressuriseur Sempell (présente sur les réacteurs de conception allemande KWU et sur l'EPR) au profit d'un retour à la soupape commune au reste du parc de réacteurs français[60].

|                                           | EPR | EPR2                                                                                              |
| ----------------------------------------- | --- | ------------------------------------------------------------------------------------------------- |
| Îlot nucléaire                            | Équipement de la chaudière                                                                                  | Conservé                                                                                          |
| Îlot nucléaire                            | 6 groupes électrogènes Diesel dont deux Diesel d'ultime secours (DUS)                                       | Conservé                                                                                          |
| Îlot nucléaire                            | Récupérateur de corium                                                                                      | Conservé, avec modifications                                                                      |
| Îlot nucléaire                            | Maintenance possible du réacteur en fonctionnement                                                          | Abandonné                                                                                         |
| Îlot nucléaire                            | Soupape du pressuriseur de modèle identique à celui des réacteurs allemands KWU                             | Soupape du pressuriseur commune au reste du parc français.                                        |
| Îlot nucléaire                            | Quatre trains de sauvegarde                                                                                 | Trois trains de sauvegarde                                                                        |
| Îlot nucléaire                            | Enceinte du bâtiment réacteur à double-parois de 1,3 m chacune, avec liner métallique sur la paroi interne, | Enceinte du bâtiment réacteur à simple-paroi épaisse en béton précontraint, avec liner métallique |
| Îlot nucléaire                            | Bâtiment des auxiliaires nucléaires (BAN)                                                                   | Abandonné, fonctions transférées dans d'autres bâtiments                                          |
| Îlot conventionnel (partie non nucléaire) | Groupe turbo-alternateur                                                                                    | Conservé                                                                                          |
| Îlot conventionnel (partie non nucléaire) | Bâtiment électrique non modulaire                                                                           | Bâtiment électrique modulaire                                                                     |
| Îlot conventionnel (partie non nucléaire) | Pompage de la source d'eau froide non diversifiée                                                           | Pompage de la source d'eau froide diversifiée                                                     |

L'EPR de Flamanville a un bâtiment unique « bunkerisé » (renforcé contre les agressions externes) de pompage de l'eau de mer, laquelle constitue la source froide du réacteur. Pour les futurs EPR2 en bord de mer (comme ceux prévus à Penly et Gravelines), la solution retenue répondant aux mêmes exigences de sûreté que l'EPR repose sur trois bâtiments « non bunkerisé », séparés entre eux et répartis sur deux emplacements distincts. Deux stations de pompages assurent l'alimentation en eau de mer du circuit de refroidissement et des systèmes de sûreté (refroidissement par l'eau) ; et un bâtiment doté d’aéroréfrigérants permet le refroidissement des circuits et l’appoint d’eau en cas d’accident (refroidissement par l'air). Cette organisation permet un refroidissement diversifié par l'eau en fonctionnement normal, et par l'air ou l'eau en situation accidentelle. La suppression de la « bunkérisation » facilite également la construction.

## Sûreté
Les mêmes exigences de sécurité sont retenues pour l'EPR2 et pour l'EPR, avec quelques améliorations supplémentaires, comme la mise en place d'une source d'eau froide diversifiée (cf supra).
Il s'agit du premier réacteur à intégrer dès sa conception les leçons de l'accident de Fukushima. Ainsi, le site est conçu pour être plus résistant à une agression extérieure, et ses systèmes de secours sont dotés d'une autonomie de 100 heures en cas de perte d'alimentation externe.

### Démarche d'exclusion de rupture
En septembre 2019, l'ASN accepte le principe d'exclusion de rupture des tuyaux principaux du circuit primaire et des lignes de vapeurs du circuit secondaire, principe déjà appliqué à l'EPR de Flamanville. L'exclusion de rupture consiste à ne pas étudier intégralement les conséquences d'une rupture de ces conduites, car jugée extrêmement improbable. Cela permet, outre la diminution d'heures d'ingénierie, l'amélioration de l’accessibilité des équipements pour leur maintenance et leur inspection en service, et donc de la diminution de la dosimétrie reçue lors de ces interventions. Le tracé de lignes auxiliaires est aussi plus simple, ce qui diminue les contraintes mécaniques et in fine améliore la sécurité,.
En contrepartie, ce principe ne peut être appliqué que pour des circuits se trouvant dans l'enceinte de confinement du réacteur. Sa mise en œuvre implique des normes particulièrement exigeantes de conception, de fabrication, de soudure et de suivi en service de ces tuyauteries ; normes permises entre autres par la mise en place du plan Excell. Enfin, malgré cette mesure, EDF renforce les mesures de protection si une telle rupture devait se produire : étude de la résistance de l'enceinte de confinement à l'élévation de pression et de température induite, réalisation de séparations en béton entre certaines tuyauteries, dispositifs anti-fouettement et évents d’évacuation de la vapeur,.

## Comparaison aux concurrents de génération III/III+
|                                 | AP1000,                                   | VVER-1200,                                            | VVER-TOI                                              | APR1400,                                 | Hualong-1                                          |
| ------------------------------- | ----------------------------------------- | ----------------------------------------------------- | ----------------------------------------------------- | ---------------------------------------- | -------------------------------------------------- |
| Société                         | Westinghouse                              | Atomenergoprom                                        | Atomenergoprom                                        | KEPCO                                    | CGN et CNNC                                        |
| Pays                            | États-Unis                                | Russie                                                | Russie                                                | Corée du Sud                             | Chine                                              |
| Type de réacteur                | REP (ou PWR)                              | REP (ou PWR)                                          | REP (ou PWR)                                          | REP (ou PWR)                             | REP (ou PWR)                                       |
| Durée de vie de conception      | 60 ans                                    | 60 ans                                                | 60 à 80 ans                                           | 60 ans                                   | 60 ans                                             |
| Puissance thermique             | 3400 MWth                                 | 3200 MWth                                             | 3300 MWth                                             | 4000 MWth                                | 3050 MWth                                          |
| Puissance électrique nette      | ~1160 MWe                                 | ~1100 MWe                                             | 1175 MWe                                              | 1400 MWe                                 | 1080 MWe                                           |
| Gestion fusion du cœur (corium) | Rétention interne, refroidissement passif | Récupérateur externe, refroidissement passif et actif | Récupérateur externe, refroidissement passif et actif | Rétention interne, refroidissement actif | Rétention interne, refroidissement actif et passif |
| Durée du cycle                  | 18 mois                                   | 12-18 mois                                            | 12-18 mois                                            | 18 mois                                  | 18 mois                                            |

La fusion accidentelle du cœur d'un réacteur nucléaire produit du corium à plus de 3 000 °C, pouvant percer le fond de la cuve. Afin de gérer cette éventualité, les réacteurs sont équipés d'un récupérateur de corium. Deux grandes conceptions sont appliquées : un récupérateur externe, situé sous la cuve permettant un étalement et un refroidissement confiné du corium ; ou une rétention du corium dans le fond de la cuve, ce qui nécessite alors qu'elle soit refroidie par un refroidissement actif (au moyen de pompes) et/ou un refroidissement passif (par simple gravité du fluide réfrigérant).
D'autres projets de réacteurs nucléaires appartiennent à la génération III/III+, mais leurs stades de développement sont moins avancés (APR+, SRZ-1200, etc.) voire à l'arrêt (ATMEA1, ESBWR, etc.).

## Coût

### Coût de construction
Le coût total de réalisation des six EPR2 estimé par le gouvernement en 2021 à 51,7 milliards €, montant incluant la construction, le financement, la maintenance, la gestion des déchets, le démantèlement, et une provision pour différents aléas. La première paire est alors évaluée à 17 milliards €, soit une seule tranche à 8,5 milliards €.
En mars 2024, le journal Les Échos révèle que le programme de six EPR2 serait réévalué à la hausse de 30 %, soit 67,4 milliards €,. Cette hausse des coûts serait imputable à deux raisons principales : une hausse des coûts d'ingénierie (avec des études prolongées de neuf mois pour finaliser le basic design) ; et une hausse des coûts de construction dans un contexte d'inflation importante,,. Cette information n'est pas confirmée par EDF, qui annonce rendre fin 2024 une nouvelle estimation du coût de son programme,.
Plusieurs réacteurs sont construits en série, pour bénéficier de l'effet de série, et par paire, afin de bénéficier d'économie d'échelle par la mutualisation des moyens sur un même site (permettant un gain de l'ordre de -15 % pour la deuxième tranche), comme décidé pour les EPR de Taishan, Hinkley Point C ou Sizewell C. La construction par paire permet aussi une optimisation des délais de construction : un retard ou une anomalie de conception d'un composant du premier réacteur peuvent être compensés par l'utilisation du composant initialement prévu pour le deuxième. A contrario, la deuxième tranche bénéficie du retour d'expérience de la première, permettant une optimisation de la construction. À titre d'exemple, la construction du radier d'Hinkley Point C2 a été 30 % plus rapide que celle du radier d'Hinkley Point C1.
La Cour des comptes estime le coût des six EPR2 à 67,4 milliards d'euros de 2020, soit 79,9 milliards d'euros de 2023, dans un rapport publié le 14 janvier 2025. La facture totale du projet pourrait dépasser 100 milliards d'euros en incluant les coûts de financement.

### Coût du mégawattheure

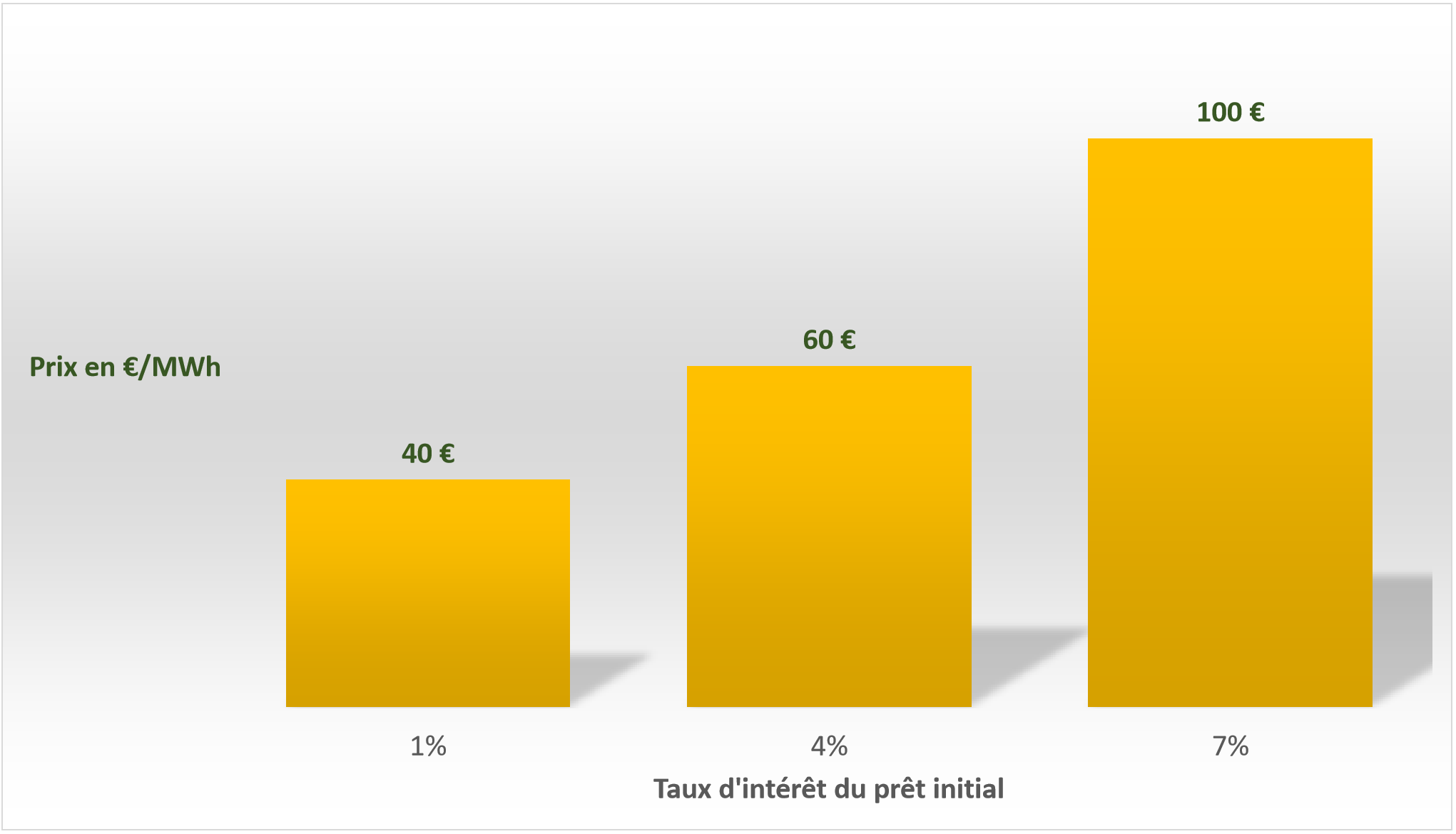
Coût du mégawhattheure des EPR2, estimé en fonction du taux d'intérêt initial.

Le principal déterminant du coût de production du mégawattheure est le coût du capital nécessaire à la construction du réacteur. L'électricité d'origine nucléaire voit son prix de production essentiellement lié au coût de fabrication du réacteur, les coûts fixes (combustible, personnel, loyers, consommable...) comptant pour une part mineure du coût total de production. Le capital initial nécessaire à la construction d'un réacteur s'élevant à plusieurs milliards d'euros engagés sur plusieurs années, le constructeur et exploitant (ici EDF) ne peut uniquement s'autofinancer sur ses capitaux propres ou ses recettes ; il se voit tenu de se financer par un mécanisme de prêt.
La Cour des comptes estime en 2022 qu'un taux d'intérêt du capital initial à 5 % compte pour 50 % du prix de production final de l'électricité. Pour un taux d'intérêt à 10 % ce coût s'élève jusqu'à 70 % du prix de production final. Ainsi, pour un taux d'intérêt à 4 % le coût de production final est estimé à 60 €/MWh, augmente à 100 €/MWh pour un taux à 7 %, mais baisse à 40 €/MWh pour un taux à 1 %.
Il apparaît alors primordial pour la compétitivité de l'EPR2 d'être financé à un taux d'intérêt le plus bas possible. En ce sens, l'inclusion de l'énergie nucléaire à la taxonomie verte européenne en juillet 2022, et le rachat à 100 % d'EDF par l’État français en septembre 2022, apparaissent comme des facteurs favorisant l'obtention d'un financement à faible taux d’intérêt.
Dans un rapport publié en mars 2024, l'ONG antinucléaire Greenpeace France évalue le coût des six premiers EPR2 à plus de 100 milliards d'euros, soit plus de six fois le coût de l'EPR de Flamanville,. Le coût du mégawatt-heure produit se situerait entre 135 et 176 euros, pour une référence de 70 €/MWh pour le parc nucléaire français existant en 2024.

### Financement
Début 2025, le modèle de financement des six premiers EPR2 à Penly, Gravelines et au Bugey fait l'objet de débats intenses entre l'État français et EDF (alors sous la présidence de Luc Rémont). Après plusieurs mois de négociations difficiles et le changement de PDG d'EDF (Bernard Fontana), les deux parties parviennent à une entente financière en juin 2025. Ce modèle de financement est inspiré de celui proposé par la Tchéquie pour son programme de construction de deux à quatre réacteurs APR-1000, et repose sur deux mécanismes,,:
- un prêt bonifié de 70 milliards € : il s'agit d'un prêt à taux zéro de l'État à EDF. En réalité la somme est empruntée par l'État sur les marchés financiers à un faible taux d'intérêt (cf section Coût du mégawattheure ci dessus), et seule la somme empruntée est reversée à EDF, les intérêts restant à la charge de l'État ;
- et un contrat pour différence (contract for difference ou CfD en anglais) à 100 €/MWh : l'État garanti un prix d'achat du MWh produit par ces EPR2 à 100 €/MWh. En cas de prix du marché inférieur à 100€ l'État paye la différence à EDF, et en cas de prix de marché supérieur à 100€ EDF rembourse la différence à l'État. Les CfD sont un mécanisme très fréquemment utilisé dans les énergies renouvelable intermittentes (éolien et photovoltaïque) pour assurer des revenus fixes aux exploitants[96].

Ce modèle doit encore être validé par le conseil d'administration d'EDF, ainsi que par la Commission européenne. L'aval de cette dernière est attendu pour 2026, avant de pouvoir engager les premiers travaux,,.

## EPR2 en projet
En 2024, seule la France a des projets de construction d'EPR2.
Le 9 novembre 2021, le président de la République Emmanuel Macron annonce publiquement la relance du programme nucléaire français,. Ce programme comporte la réalisation de six EPR2 en trois paires, ainsi que l'étude de la réalisation de huit EPR2 supplémentaires. Cette orientation doit néanmoins être intégrée et détaillée dans la prochaine Programmation pluriannuelle de l'énergie (PPE) à voter avant juillet 2024,. À la mi-mai 2023, est adoptée la « loi relative à l’accélération des procédures liées à la construction de nouvelles installations nucléaires à proximité de sites nucléaires existants et au fonctionnement des installations existantes ». Cette loi facilite temporairement, pendant 20 ans, les procédures administratives pour la construction à proximité des réacteurs déjà existants, de nouveaux réacteurs, tels que l'EPR2 ou des SMR. Elle supprime par ailleurs le plafonnement de la capacité de production nucléaire à 63,2 GW, ainsi que la baisse de la part du nucléaire à 50% dans le mix électrique français qui avaient été introduits en 2015 dans la première PPE.
L'objectif pour la première paire de réacteurs est de pouvoir lancer les travaux préparatoires dès 2024, une coulée du premier béton en 2028, et une mise en service entre 2035 et 2037. Le délai de construction entre deux tranches d'une même paire serait de 18 mois, et de trois à quatre ans entre les trois premières paires. Les huit potentiels autres réacteurs seraient mis en route entre 2045 et 2065, au rythme d'une paire tous les cinq ans. Même avec 14 réacteurs EPR2 supplémentaires et la prolongation de la durée d'exploitation des réacteurs existants au-delà de 50 ans, la part du nucléaire dans le mix électrique français devrait baisser de 70 % en 2021 à 40 % à l'horizon 2050.
Eiffage Energy Systèmes, Spie Nucléaire et ABC sont sélectionnés en juin 2024 par EDF pour fournir les 24 groupes électrogènes de secours (de 10 MW chacun) des six premiers EPR2 (trois principaux et un de maintenance pour chaque réacteur), pour un montant total de 900 millions d'euros,.

### Penly 3 et 4
La centrale nucléaire de Penly était initialement dimensionnée pour accueillir quatre réacteurs. Seuls deux réacteurs appartenant au palier P'4 ont été construits, Penly 1 et 2, et les travaux des deux derniers se sont limités aux terrassements.
Après un premier projet avorté d'un seul EPR à Penly, discuté de 2008 à 2012, un second projet est relancé par EDF en 2019 pour une paire d'EPR2. Le site est présenté et retenu en première intention par EDF,. Le lendemain de l'annonce d'Emmanuel Macron du 9 novembre 2021, le PDG d'EDF, Jean-Bernard Lévy, confirme la sélection de Penly pour la première paire.
Le 14 février 2022, la Commission nationale du débat public (CNDP) est saisie en vue d'organiser le débat public pour cette paire d'EPR2. Ce dernier s'est tenu, sous la présidence de Michel Badré, du 27 octobre 2022 au 27 février 2023 sur l'ensemble du territoire français,. Le 29 juin 2023, EDF engage les procédures d’autorisations nécessaires au lancement des travaux de construction de cette première paire d'EPR2 (la demande d'autorisation de création, ou DAC), ainsi que les autres procédures administratives nécessaires à sa réalisation et à son raccordement au réseau de transport d’électricité. Les travaux préparatoires commencent à l'été 2024,,.

### Gravelines 7 et 8
Le choix de la centrale nucléaire de Gravelines pour accueillir la deuxième paire d'EPR2 est confirmé par Jean Bernard Levy le 10 novembre 2021.
Le débat public, présidé par Luc Martin (ancien ingénieur et directeur des affaires publiques à RTE) et organisé par la Commission nationale du débat public, a lieu du 17 septembre 2024 au 17 janvier 2025,. Le coût de cette paire d'EPR2, estimé au moment de la saisine, est de 16,9 milliards d'euros.

### Bugey 6 et 7
La troisième paire d'EPR2 était envisagée en région Auvergne-Rhône-Alpes sur un site non défini entre la centrale du Tricastin ou celle du Bugey. Lors du Conseil de politique nucléaire du 19 juillet 2023, c'est finalement le site du Bugey qui est retenu.
Afin de fortement diminuer les prélèvements en eau et de limiter l'échauffement du Rhône en aval, les nouveaux réacteurs de Bugey 6 et 7 seront équipés de tours aéroréfrigérantes réalisant alors un circuit dit « fermé »,. En effet, à cause du réchauffement climatique, l'été est marqué par une plus forte diminution du débit du Rhône et une température moyenne plus élevée ; cela peut entrainer des limitations ponctuelles de production électrique afin de respecter les limites réglementaires lors des épisodes caniculaires, notamment pour les réacteurs de Bugey 2 et 3 dont la source froide est en circuit dit « ouvert » (sans tour de refroidissement),. Le nombre de tour de refroidissement n'est pas encore fixé : soit une par réacteur et mesurant 200 mètres de hauteur, soit deux de 161 mètres pour chaque réacteur.
En juin 2024, la Commission nationale du débat public annonce l’organisation d’un débat public sur le projet, sous la présidence de David Chevallier. Le débat se déroule du 28 janvier 2025 au 15 mai 2025.
Une paire d'EPR2 couvrirait la consommation électrique de 40% de la région Auvergne-Rhône-Alpes. Le coût de cette paire d'EPR2 estimé au moment de la saisine, est de 15,3 milliards d'euros.

### Autres emplacements évoqués
En juin 2023, Emmanuel Macron évoque la possibilité d'implantation d'une paire d'EPR2 dans le bassin de Marseille-Fos, afin de répondre au besoin à venir en énergie décarbonée du Grand port maritime de Marseille (GPMM). Selon lui, malgré une augmentation de la part d'énergie renouvelable, cette dernière serait insuffisante pour couvrir les besoins du GPMM : « on fera en effet plus de renouvelable [...] Je pense qu'il y en aura, mais je ne pense pas à hauteur de 4-5 giga ».
La ministre de la Transition énergétique Agnès Pannier-Runacher déclare en janvier 2024 vouloir aller « au delà des six premiers EPR2 » car « le parc historique ne sera pas éternel ». Elle envisage la construction de 13 GW de réacteurs nucléaires supplémentaires, soit huit EPR2. Des élus locaux de communautés attenantes aux centrales du Tricastin, de Belleville-sur-Loire, de Chinon, de Nogent-sur-Seine,, du Blayais ou encore de Golfech manifestent leur intérêt pour la construction de nouvelles paires d'EPR2.